# マルボルゲット・ヴァルブルーナ
マルボルゲット・ヴァルブルーナ（伊: Malborghetto-Valbruna）は、イタリア共和国フリウリ＝ヴェネツィア・ジュリア州ウーディネ県にある、人口約900人の基礎自治体（コムーネ）。

## 地理

### 位置・広がり

#### 隣接コムーネ
隣接するコムーネは以下の通り。ATはオーストリア領（AT-2はケルンテン州）を示す。
- キウザフォルテ
- ドーニャ
- ファイストリッツ・アン・デア・ガイル （イタリア語版） (AT-2)
- ヘルマゴール＝プレセッガー・ゼー （イタリア語版） (AT-2)
- ホーエントゥルン （イタリア語版） (AT-2)
- ポンテッバ
- ザンクト・シュテファン・イム・ガイルタール（イタリア語版） (AT-2)
- タルヴィージオ

### 気候分類・地震分類
マルボルゲット・ヴァルブルーナにおけるイタリアの気候分類 (it) および度日は、zona F, 3680 GGである。
また、イタリアの地震リスク階級 (it) では、zona 2 (sismicità media) に分類される。

## 行政

### 分離集落
マルボルゲット・ヴァルブルーナには、以下の分離集落（フラツィオーネ）がある。
- Bagni di Lusnizza, Malborghetto (sede comunale), Santa Caterina, Ugovizza, Valbruna